# Shoals
Shoals és una població dels Estats Units a l'estat d'Indiana. Segons el cens del 2000 tenia 807 habitants.

## Demografia
Segons el cens del 2000, Shoals tenia 807 habitants, 377 habitatges, i 214 famílies. La densitat de població era de 173,1 habitants/km².
Dels 377 habitatges en un 19,1% hi vivien nens de menys de 18 anys, en un 41,1% hi vivien parelles casades, en un 12,5% dones solteres, i en un 43% no eren unitats familiars. En el 38,5% dels habitatges hi vivien persones soles el 20,2% de les quals corresponia a persones de 65 anys o més que vivien soles. El nombre mitjà de persones vivint en cada habitatge era de 2,01 i el nombre mitjà de persones que vivien en cada família era de 2,65.
Per edats la població es repartia de la següent manera: un 17% tenia menys de 18 anys, un 8,9% entre 18 i 24, un 24,9% entre 25 i 44, un 26,3% de 45 a 60 i un 22,9% 65 anys o més.
L'edat mediana era de 44 anys. Per cada 100 dones de 18 o més anys hi havia 98,8 homes.
La renda mediana per habitatge era de 23.750 $ i la renda mediana per família de 31.964 $. Els homes tenien una renda mediana de 30.865 $ mentre que les dones 21.696 $. La renda per capita de la població era de 14.234 $. Entorn del 14,6% de les famílies i el 20,4% de la població estaven per davall del llindar de pobresa.

## Poblacions més properes
El següent diagrama mostra les poblacions més properes.